# 山崎吉家
山崎吉家（生年不詳－1573年9月10日）是日本戰國時代武將。越前國的戰國大名朝倉氏家臣。父親是山崎長吉（小次郎祖桂）。自稱新左衛門尉、長門守。弟弟有吉延。兒子有吉健。

## 生平
生年不詳。軍略優秀，跟從朝倉宗滴與加賀一向一揆戰鬥。亦負責與越後國的上杉氏和美濃國的外交。在主君義景與織田信長鬥爭時，救援北近江小谷城的淺井長政，並討死織田軍守將森可成（宇佐山城之戰、志賀之陣）。天正元年（1573年），在刀禰坂之戰中，被任命為朝倉軍的殿軍，在織田軍極力追擊下，與弟弟吉延、兒子吉健等一族人和多數將兵一同被討死。